# Aeroportul Palm Island
Aeroportul Palm Island (IATA: PMK, ICAO: YPAM) este un aeroport din Queensland, Australia ce deservește zona Palm Island group⁠(d). Aeroportul a fost tranzitat în 2022 de 24.887 de pasageri.
Situat la o altitudine de 13 m, aeroportul dispune de o singură pistă. Este operat de Aboriginal Shire of Palm Island⁠(d).